# Hádecká planinka
Národní přírodní rezervace Hádecká planinka je součástí Chráněné krajinné oblasti Moravský kras. Rozkládá se na výměře 83,16 ha v brněnském katastrálním území Maloměřice a v katastru obce Kanice v okrese Brno-venkov. Tvoří ji část krasové plošiny a svah lemující Hádeckou plošinu na Ochozských plošinách, které navazují na lom Hády. Geomorfologicky náleží Drahanské vrchovině. Důvodem ochrany jsou lesní a lesostepní společenstva nejjižnější části Moravského krasu s chráněnými a ohroženými druhy rostlin a živočichů a povrchové i podzemní krasové jevy. Území rezervace bylo výrazně ovlivněno těžbou vápenců, dřeva a pastvou dobytka, stejně tak i výstavbou radiokomunikační věže a přístupové komunikace k ní. Rezervací prochází naučná stezka.

## Geologie
Podloží je převážně budováno devonskými a spodnokarbonskými hádsko-říčskými vápenci a křtinskými vápenci. Na západní hranici se vyskytují devonská bazální klastika, přesmyknutá přes vápence. Na hádsko-říčské vápence diskordantně nasedají jurské vápence se silicity. V části Šumbera je vyvinuto drobné škrapové pole. Půdní pokryv tvoří renzina typická, na východě v nadloží spraše pak luvizem typická.

## Flóra
Rezervace zahrnuje několik biotopů. Jednak jsou to subpanonské úzkolisté a širokolisté stepní trávníky na hraně lomu, které směrem na sever přecházejí v lesostep a posléze v les. Roste zde mimo jiné chráněný kosatec pestrý (Iris versicolor), kavyl Ivanův (Stipa pennata), růže bedrníkolistá (Rosa pimpinellifolia) nebo kriticky ohrožený hadinec nachový (Echium vulgare). Teplomilnou vegetaci představují též šípákové doubravy, ve stromovém patře s dubem pýřitým (Quercus pubescens), dubem cerem (Quercus cerris), dubem zimním (Quercus petraea) a jeřábem břekem (Sorbus torminalis), v keřovém patře je typický klokoč zpeřený (Staphylea pinnata), dřín jarní (Cornus mas), dřišťál obecný (Berberis vulgaris), hloh jednosemenný (Crataegus monogyna), v bylinném patře je zastoupena bělozářka větvitá (Anthericum ramosum), kamejka modronachová (Aegonychon purpurocaeruleum) a třemdava bílá (Dictamnus albus), na světlinách pryšec mnohobarvý (Euphorbia epithymoides), oman mečolistý (Inula ensifolia).
Většinu území rezervace pokrývají lesy – panonské a panonsko-karpatské dubohabřiny, vzhledem k poloze na pomezí květenných oblastí též s hercynskými prvky. V nich převládá dub zimní (Quercus petraea) a habr obecný (Carpinus betulus), méně buk lesní či lípa velkolistá (Tilia platyphyllos); v bohatém keřovém patře roste dřín jarní (Cornus mas), svída krvavá (Cornus sanguinea), řešetlák počistivý (Rhamnus cathartica), brslen bradavičnatý (Euonymus verrucosus), zimolez obecný (Lonicera xylosteum); z bylin jsou hojné hájové druhy jako hrachor jarní (Lathyrus vernus), plicník lékařský (Pulmonaria officinalis), tolita lékařská (Vincetoxicum hirundinaria), medovník velkokvětý (Melittis melissophyllum), strdivka jednokvětá (Melica uniflora), kopytník evropský (Asarum europaeum), ostřice chlupatá (Carex pilosa), lipnice hajní (Poa nemoralis) a některé vstavačovité například kruštík širolistý (Epipactis helleborine), hlístník hnízdák (Neottia nidus-avis) či silně ohrožený vstavač osmahlý (Neotinea ustulata).
Na chladnějších svazích v suťových lesích dominuje lípa velkolistá, lípa malolistá (Tilia cordata), javor mléč (Acer platanoides) a javor klen (Acer pseudoplatanus), v podrostu lýkovec jedovatý (Daphne mezereum), samorostlík klasnatý (Actaea spicata) či kakost smrdutý (Geranium robertianum).

## Fauna
Severní hranice rozšíření tu mají někteří zástupci drobníčků, klíněnek, píďalek (žlutokřídlec bledý (Idaea subsericeata), žlutokřídlec hnědavý (Idaea bilinearia)) a můr – hnědopáska panonská (Lygephila ludicra), blýskavka lesklá (Athetis lepigone). Velmi vzácná je osenice podbělová (Rhyacia lucipeta). Z brouků tu žije roháč obecný (Lucanus cervus). Druhově četní jsou ptáci, zjištěno bylo celkem 52 druhů, nejhojnějšími jsou sýkora koňadra (Parus major), sýkora babka (Poecile palustris), pěnkava obecná (Fringilla coelebs), budníček menší (Phylloscopus collybita), pěnice černohlavá (Sylvia atricapilla). Z malých savců je nejhojnější norník rudý (Myodes glareolus), myšice křovinná (Apodemus sylvaticus) a myšice lesní (Apodemus flavicollis).